# Liste der Naturdenkmäler im Landkreis Günzburg
Im Landkreis Günzburg gab es im Februar 2023 insgesamt 77 ausgewiesene Naturdenkmäler.

## Naturdenkmäler
| Lindenallee                                                                | BW | ND-06277 | Aichen, Gemarkung Gemarkung Memmenhausen Flurstück 94 und 103, am Höhenberg                                             | ⊙ | 4,20 | 3. März 1939  |
| Fichte                                                                     | BW |          | Aletshausen Flurstück 1947, Wasserberg 2014 bei einem Sturm beschädigt                                                  | ⊙ |      | 26. Apr. 2013 |
| Stieleiche                                                                 | BW | ND-06363 | Balzhausen Flurstück 10, Nordost-Ecke des Grundstücks                                                                   | ⊙ |      | 14. Sep. 1995 |
| Sommerlinde                                                                | BW | ND-06286 | Balzhausen Flurstück329, Kellerberg                                                                                     | ⊙ |      | 3. März 1939  |
| Linde                                                                      | BW | ND-06361 | Balzhausen Flurstück 20, Brauerei Strehle                                                                               | ⊙ |      | 14. Sep. 1995 |
| Linde                                                                      | BW | ND-06278 | Bibertal, Gemarkung Anhofen Flurstück 152, Feuerwehrhaus                                                                | ⊙ |      | 8. Feb. 1939  |
| Linde                                                                      | BW | ND-06287 | Bibertal, Gemarkung Grosskissendorf Flurstück 34/2, Gasthaus Rudolph                                                    | ⊙ |      | 1. Aug. 1956  |
| "Napoleonlinde"                                                            | BW | ND-06292 | Bibertal, Gemarkung Kleinkissendorf Flurstück 53/2, Gasthaus Rudolph                                                    | ⊙ |      | 8. Feb. 1939  |
| Linde                                                                      |    | ND-06289 | Bibertal, Gemarkung Ettlishofen Flurstück 193/1 und 191 und 4/2, Kapelle                                                | ⊙ |      | 1938          |
| Linde                                                                      | BW | ND-06288 | Bibertal, Gemarkung Silheim Flurstück 249                                                                               | ⊙ |      | 1. Jan. 1937  |
| Steinlinde am Dorfplatz                                                    |    | ND-06290 | Breitenthal (Schwaben), Gemarkung Nattenhausen Flurstück 49/1, Gasthaus Rudolph                                         | ⊙ |      | 23. Juni 1937 |
| 2 Linden                                                                   | BW | ND-06364 | Bubesheim am Feldkreuz                                                                                                  | ⊙ |      | 14. Sep. 1995 |
| Kastanienbaum                                                              | BW | ND-06282 | Burgau Flurstück 275, Aufgang zum Schloss                                                                               | ⊙ |      | 10. Jan. 1952 |
| 3 Kastanien                                                                | BW | ND-06283 | Burgau Flurstück 1745, bei Schneider’s Kreuz                                                                            | ⊙ |      | 10. Jan. 1952 |
| Steinlinde mit Bildstock                                                   | BW | ND-06294 | Deisenhausen, Gemarkung Unterbleichen Flurstück 73, westlich der Bundesstraße                                           | ⊙ |      | 3. März 1939  |
| Erinnerungslinde                                                           | BW | ND-06291 | Dürrlauingen Flurstück 1/5, Erinnerungslinde                                                                            | ⊙ |      | 8. Feb. 1939  |
| Dorfweiher mit Uferbespflanzung in Stoffenried                             | BW | ND-06297 | Ellzee, Gemarkung Stoffenried in der Ortsmitte von Stoffenried, samt Schutz der umgebenden Bäume                        | ⊙ | 0,46 | 1936          |
| Linde                                                                      | BW | ND-06301 | Günzburg Flurstück 3636, am Scherisberg                                                                                 | ⊙ |      | 8. Feb. 1939  |
| 6 Eichen                                                                   | BW | ND-06300 | Günzburg Flurstück 1158, Bezirkskrankenhaus                                                                             | ⊙ |      | 31. Mai 1939  |
| Platane                                                                    | BW | ND-06298 | Günzburg Flurstück 71, am Frauenplatz                                                                                   | ⊙ |      | 8. Feb. 1939  |
| Eiche                                                                      | BW | ND-06304 | Günzburg, Gemarkung Reisensburg Flurstück 534, westlich des Kreuzbergs                                                  | ⊙ |      | 3. Feb. 1954  |
| Edelkastanie                                                               | BW | ND-06299 | Günzburg, Gemarkung Reisensburg Flurstück 2a, Schlossberg                                                               | ⊙ |      | 8. Feb. 1939  |
| Quellkalkhügel mit aufgelassenen Kalkgruben und Torfstichen                | BW | ND-06305 | Günzburg, Gemarkung Riedhausen                                                                                          | ⊙ | 1,58 | 15. Feb. 1978 |
| "Ablösungslinde"                                                           | BW | ND-06303 | Günzburg, Gemarkung Riedhausen Flurstück 45/3, 'Ablösungslinde'                                                         | ⊙ |      | 3. Feb. 1954  |
| 2 Akazienbäume                                                             | BW | ND-06302 | Günzburg, Gemarkung Leinheim Flurstück 337, B 10 Abzw. Leinheim                                                         | ⊙ |      | 26. Jan. 1960 |
| Saurüsselwiese Eichenhofen                                                 | BW | ND-06306 | Haldenwang (Schwaben), Gemarkung Eichenhofen (Haldenwang)                                                               | ⊙ | 0,65 | 25. Juni 1979 |
| 3 Blutbuchen                                                               | BW | ND-06368 | Ichenhausen Flurstück 498/16 und 495/7, Gärtnerei Haug                                                                  | ⊙ |      | 14. Sep. 1995 |
| Linde                                                                      | BW | ND-06307 | Ichenhausen, Gemarkung Oxenbronn Flurstück 188, bei der Kapelle                                                         | ⊙ |      | 3. Feb. 1954  |
| Linde                                                                      | BW | ND-06313 | Jettingen Flurstück 232, zwischen Pfarrkirche und Kapelle                                                               | ⊙ |      | 3. Jan. 1952  |
| 2 Linden                                                                   | BW | ND-06312 | Jettingen Flurstück 232, an der Pfarrkirche                                                                             | ⊙ |      | 3. Jan. 1952  |
| 13 Kastanien                                                               | BW |          | Jettingen Flurstück 476, südlicher Ortsausgang                                                                          | ⊙ |      | 3. Jan. 2000  |
| Linde                                                                      | BW | ND-06311 | Jettingen, Gemarkung Ried Flurstück 146, an der St. Sebastianskapelle                                                   | ⊙ |      | 8. Feb. 1939  |
| Eiche                                                                      | BW | ND-06857 | Jettingen, Gemarkung Ried Flurstück 228, südwestliche Ecke                                                              | ⊙ |      | 6. Feb. 2004  |
| 3 Linden                                                                   | BW | ND-06316 | Jettingen, Gemarkung Scheppach Flurstück 1307, Kalvarienberg                                                            | ⊙ |      | 8. Feb. 1939  |
| Linde                                                                      | BW | ND-06321 | Kötz, Gemarkung Ebersbach Flurstück 224, an der Straße Ebersbach nach Wettenhausen                                      | ⊙ |      | 8. Feb. 1939  |
| Linde                                                                      | BW | ND-06319 | Kötz, Gemarkung Großkötz Flurstück 35/4, neben dem Feuerwehrhaus                                                        | ⊙ |      | 8. Feb. 1939  |
| Landschaftsteil an der 'Unteren Mühle', Kapelle im Stadtgarten und Schloß  | BW | ND-06322 | Krumbach (Schwaben) nNrdlich Zentrum Krumbach, auch unter Ensembleschutz                                                | ⊙ | 2,24 | 25. März 1936 |
| 3 Eichen                                                                   | BW | ND-06328 | Krumbach (Schwaben), Gemarkung Hürben Flurstück 344/2, neben dem Feuerwehrhaus                                          | ⊙ |      | 3. März 1939  |
| 1 Linde und 1 Ulme                                                         | BW | ND-06327 | Krumbach (Schwaben), Gemarkung Hürben Flurstück 364, Kath. Apost. Kirche                                                | ⊙ |      | 25. März 1936 |
| Silberweide                                                                | BW | ND-06858 | Leipheim Flurstück 4605/1, nördlich von Leipheim an der Nau                                                             | ⊙ |      | 20. Juni 2005 |
| Laubwald mit Grabhügelgruppe aus der Hallstattzeit Gem Leipheim            | BW | ND-06331 | Leipheim an der südl. Ortsausfahrt des Ortes, westl. der GZ16                                                           | ⊙ | 2,57 | 23. Jan. 1980 |
| Autobahnbaggersee 'Griessee' im Donauwald Leipheim                         | BW | ND-06330 | Leipheim Ca. 400 m nordwestlich der A8                                                                                  | ⊙ | 4,57 | 1. Feb. 1939  |
| Eiche                                                                      | BW | ND-06552 | Leipheim, Gemarkung Riedheim Flurstück 91/2südöstliche Ecke des Grundstücks                                             | ⊙ |      | 4. Sep. 2003  |
| Linde                                                                      | BW |          | Münsterhausen Flurstück 336, bei der Kapelle in Häuserhof                                                               | ⊙ |      | 29. Dez. 1999 |
| 2 Linden mit Feldkreuz                                                     | BW | ND-06371 | Münsterhausen Flurstück 341 Südseite Ortsverbindungsweg; bei der Kapelle in Häuserhof                                   | ⊙ |      | 14. Sep. 1995 |
| Steinlindenallee                                                           | BW | ND-06333 | Neuburg an der Kammel Flurstück 96, Schlossberg                                                                         | ⊙ |      | 23. Juni 1937 |
| Eichenhain                                                                 | BW | ND-06296 | Neuburg an der Kammel, Gemarkung Edelstetten Flurstück 258, südl. von Edelstetten am Hang                               | ⊙ | 1,40 | 25. März 1936 |
| Stieleiche                                                                 | BW | ND-06336 | Neuburg an der Kammel, Gemarkung Langenhaslach Flurstück 1449, bei der Lourdesgrotte                                    | ⊙ |      | 25. März 1936 |
| Linde                                                                      | BW | ND-06335 | Neuburg an der Kammel, Gemarkung Langenhaslach Flurstück 849/3, 'Am Kirchle'                                            | ⊙ |      | 25. März 1936 |
| Schwarzerle                                                                | BW | ND-06338 | Neuburg an der Kammel, Gemarkung Wattenweiler Flurstück 1080,Abzweigung nach Unterwiesenbach                            | ⊙ |      | 3. März 1939  |
| Linde mit altem Bildstock                                                  | BW | ND-06337 | Neuburg an der Kammel, Gemarkung Wattenweiler Flurstück 1065, Abzweigung nach Unterwiesenbach                           | ⊙ |      | 25. Juni 1937 |
| Eiche                                                                      | BW |          | Neuburg an der Kammel, Gemarkung Edelstetten Flurstück 756, Nagelfluhbruch                                              | ⊙ |      | 25. März 1936 |
| 2 Eichen                                                                   | BW | ND-06373 | Offingen Flurstück 98, Hexengäßchen                                                                                     | ⊙ |      | 14. Sep. 1995 |
| 2 Eichen                                                                   | BW | ND-06374 | Offingen Flurstück 2424, östlich Landstrost                                                                             | ⊙ |      | 14. Sep. 1995 |
| Eiche                                                                      | BW | ND-06372 | Offingen Flurstück 1033, nördlich des Schleebaches                                                                      | ⊙ |      | 14. Sep. 1995 |
| Streuwiese 'Fehdermähder' in Offingen                                      | BW | ND-06339 | Offingen Kalkflachmoor im Herrenholz zwischen Reisensburg und Offingen                                                  | ⊙ | 3,36 | Feb. 1939     |
| Kiefer                                                                     | BW | ND-06375 | Offingen Flurstück 1005, nördlicher Rand des Grundstückes                                                               | ⊙ |      | 14. Sep. 1995 |
| Linde                                                                      | BW | ND-06341 | Offingen Flurstück 1127, Dreifaltigkeitskapelle                                                                         | ⊙ |      | 23. Juni 1961 |
| Kastanienbaum                                                              | BW | ND-06342 | Offingen Flurstück 1/8, Umfassungsmauer am Kirchberg                                                                    | ⊙ |      | 23. Juni 1961 |
| Linde                                                                      | BW | ND-06340 | Offingen Flurstück 1045, am Schreykreuz                                                                                 | ⊙ |      | 23. Juni 1961 |
| Linde                                                                      | BW | ND-06376 | Offingen, Gemarkung Schnuttenbach Flurstück 12, Wegbiegung der Griesstraße                                              | ⊙ |      | 14. Sep. 1995 |
| Schlossweiher im Tal zw. Harthausen und dem Kellerberg südl. des Schlosses | BW | ND-06345 | Rettenbach (Landkreis Günzburg), Gemarkung Harthausen (Rettenbach) An der südl. Ortsausfahrt des Ortes, westl. der GZ16 | ⊙ | 1,17 | 8. Feb. 1939  |
| Lindenallee                                                                | BW | ND-06761 | Rettenbach (Landkreis Günzburg), Gemarkung Harthausen Flurstück 270 und 274, Kellerberg                                 | ⊙ | 0,40 | 8. Feb. 1939  |
| Linde                                                                      | BW | ND-06347 | Rettenbach (Landkreis Günzburg), Gemarkung Harthausen Flurstück 386/4, im Maxfeld                                       | ⊙ |      | 8. Feb. 1939  |
| Eiche                                                                      | BW | ND-06344 | Röfingen Flurstück 394, an der Wirthshühle                                                                              | ⊙ |      | 13. Juni 1961 |
| Eiche samt Bildstock                                                       | BW | ND-06343 | Röfingen Flurstück 387, Steilhang des Hohlweges                                                                         | ⊙ |      | 13. Juni 1961 |
| Katsurabaum                                                                | BW | ND-06801 | Thannhausen (Schwaben) Flurstück 350, an der Scheyeggstraße                                                             | ⊙ |      | 30. Sep. 1996 |
| Eiche                                                                      | BW | ND-06349 | Thannhausen (Schwaben), Gemarkung Burg Flurstück 383/1, Eingang Brauerei Post                                           | ⊙ |      | 23. Juni 1937 |
| Eiche                                                                      | BW | ND-06360 | Thannhausen (Schwaben), Gemarkung Burg Flurstück 742/1, Halbinsel Baggerseegrundstück                                   | ⊙ |      | 14. Sep. 1995 |
| Steinlinde                                                                 | BW | ND-06350 | Ursberg, Gemarkung Mindelzell Flurstück 208/5, Weg nach Niederraunau                                                    | ⊙ |      | 3. März 1939  |
| Linde                                                                      | BW | ND-06377 | Waldstetten (Günz) Flurstück 1077, Ortsausgang Richtung Hausen                                                          | ⊙ |      | 10. Sep. 1995 |
| 2 Steinlinden                                                              | BW | ND-06355 | Waltenhausen, Gemarkung Waldstetten Flurstück 17, Kapelle am Ortsrand                                                   | ⊙ |      | 3. März 1939  |
| Linde                                                                      | BW | ND-06353 | Winterbach (Schwaben) Flurstück 185, Feldkapelle zu Frauenbrunn                                                         | ⊙ |      | 26. Jan. 1960 |
| Linde                                                                      | BW | ND-06354 | Winterbach (Schwaben), Gemarkung Waldkirch Flurstück 268, Feldkapelle zu Frauenbrunn                                    | ⊙ |      | 8. Feb. 1939  |
| 2 Linden                                                                   | BW | ND-06802 | Ziemetshausen Flurstück 2, bei der St.Jakobuskapelle                                                                    | ⊙ |      | 14. Nov. 1996 |
| Steinlindenallee                                                           | BW | ND-06357 | Ziemetshausen Flurstück 2203/3, Straße nach Seyfriedsberg                                                               | ⊙ | 0,30 | 23. Juni 1937 |
| Eiche                                                                      | BW | ND-06356 | Ziemetshausen Flurstück 333, an der Kohlstattstraße                                                                     | ⊙ |      | 29. Dez. 1999 |
| Legende für Naturdenkmal                                                   |    |          | |   |      |               |